# 羅布·亨特
羅布·亨特（英語：Robert Donald Hunt），1995年7月7日—），是一名英格蘭的職業足球運動員，司職後衛，現效力於英乙球會莱顿东方。